# Gyani
Um Gyani ou Giani é um título honorífico sique usado por pessoas profundamente estudadas na religião sique e que muitas vezes lideram a congregação em oração, como Ardas, ou no cantar (kirtan). A palavra "Ghian" em Punjabi significa conhecimento, derivada da palavra sânscrita Jnana. Assim, um gyani é alguém que tem conhecimento religioso e espiritual e pode ajudar a congregação, chamada a Sadh Sangat, na compreensão dos Textos Sagrados e na história da religião.

## Características
Um Gyani pode ser tanto homem ou mulher, dado que a religião sique atribui direitos iguais a ambos os sexos.Para caracterizar o título, é necessário que essa pessoa tenha frequentado um curso intensivo de estudo e de avaliação em uma instituição académica religiosa e tenha um conhecimento profundo do Guru Granth Sahib, a escritura sagrada dos siques, e que tenha a capacidade para traduzir as palavras do texto sagrado para a linguagem simples e acessível do dia a dia. Pelo seu conhecimento, também são considerados líderes religiosos.
Gyani também é um título acadêmico na literatura punjabi
Gyani ou Giani é também um grau académico em literatura punjabi.